# Nocturnal (película)
Nocturnal (en hangul, 브로큰; romanización revisada, Beulokeun; literalmente, «Roto») es una película surcoreana, escrita y dirigida por Kim Jin-hwang, y protagonizada por Ha Jung-woo, Kim Nam-gil, Yoo Da-in y Jung Man-sik. Es un thriller que narra la búsqueda la verdad de un hombre tras la muerte de su hermano y la desaparición de su cuñada, crimen que había sido predicho en una novela. Nocturnal se estrenó en Corea del Sur el 5 de febrero de 2025.

## Sinopsis
Bae Min-tae es un antiguo gánster que en el pasado fue el as de la banda de Chang-mo, pero actualmente vive una vida ordinaria como trabajador de la construcción. Un día, su único pariente consanguíneo, su hermano menor Seok-tae, es hallado muerto, y la esposa de su hermano, Moon-young, quien sabe la verdad de lo ocurrido, desaparece. Chang-mo, la banda de la que Min-tae y Seok-tae eran parte, intenta encubrir el incidente para proteger a la organización, y está en desacuerdo con Min-tae, quien está investigando el incidente. Min-tae, que estaba buscando una pista sobre el caso, se topa con Ho-ryeong, quien escribió una novela superventas con el título de Night Journey basada en una historia contada por Moon-young mientras asistía a una clase de novela en el centro cultural; en ella se predice la muerte de Seok-tae, lo que le genera sospechas sobre la propia Moon-young.  A medida que las verdades enredadas generan creciente confusión, la organización criminal de la que formaron parte los hermanos y la policía se involucran.

## Reparto
- Ha Jung-woo como Bae Min-tae.[3]
- Kim Nam-gil como Kang Ho-ryeong, un novelista misterioso.[4]
- Yoo Da-in como Cha Moon-young, la cuñada de Min-tae.[3]
- Jung Man-sik como Seok Chang-mo, jefe de una banda de gánsteres.[5][6]
- Lim Seong-jae como Byung-gyu.[7]
- Heo Sung-tae como el jefe de equipo Park, a cargo de la investigación del caso.[8]
- Seo Hyun-woo como el detective Son, quien investiga la muerte de Seok-tae junto con su superior, el jefe del equipo Park.[8]
- Lee Seol como la detective Min, otro miembro del equipo policial.[7]
- Kim Chan-hyung como Jae-man.
- Jang Nam-bu como Kang-ho.
- Park Jong-hwan como Bae Seok-tae.
- Cha Rae-hyung como Yeong-seop, miembro de una antigua organización rival de la de Min-tae.[8]
- Jung Jae-kwang como Cha Myung-woo, el hermano menor de Moon-young.[8]
- Seo Hye-rin como dueña de una casa de té que intenta proteger a Moon-young.[9]
- Kim Mi-hwa como la dueña del puesto de dumplings en el mercado.[9]
- Cha Mi-kyung como la casera.
- Lim Han-seong como Oh Ha-seong.
- Kim Ha-eun como Bae Soo-min.

## Producción
Nocturnal es el debut en cine comercial del director Kim Jin-hwang, que fue premiado anteriormente como guionista y como director novel por su anterior trabajo, The Boys Who Cried Wolf, de 2015. El origen de la trama fue el deseo de contar una historia sobre Moon-young, como una mujer sola y atrapada entre gente ruda y malvada. En el desarrollo nacieron los personajes de Min-tae y Ho-ryeong, y por último Min-tae se convirtió en el centro de la historia.
Un elemento importante del guion es que la trama de la película sigue el punto de vista de Min-tae, mientras que la novela Night Journey sigue el de Moon-young, lo que modifica la perspectiva sobre situaciones y personajes. Durante el rodaje fue muy importante la elección del vestuario del protagonista. Según el director, «debido a que Min-tae no tiene muchas líneas, traté de distinguir claramente las partes emocionales y mostrarlas a través de su vestuario». Por este motivo varía mucho su forma de vestir cuando está deprimido y cuando no lo está, o bien antes de saber de la muerte de su hermano, o cuando trabajaba para la banda de gánsteres. Las escenas de acción se localizan en callejones, casas de té o un mercado de pescado, espacios reducidos aunque con la cámara que mantiene la distancia de los personajes.
En enero de 2021 se había cerrado ya el reparto principal, y se proyectaba empezar a rodar en ese mismo mes. Y en efecto, las primeras tomas se realizaron el día 21; las principales locaciones fueron sobre todo Chuncheon, pero también Hongcheon y Gangneung. El rodaje terminó en abril de 2021. Aunque se carece de datos sobre el presupuesto, medios periodísticos informaron de que para amortizar la inversión serían necesarios 1,1 millones de espectadores.
El 17 de diciembre de 2024 la distribuidora Barunson E&A confirmó la fecha del estreno en cines para el 5 de febrero del año siguiente, y anunció que el equipo de producción había cambiado el título, que pasaba de Viaje nocturno a Roto.
El 23 de enero de 2025 se celebró en el centro comercial CGV Yongsan I-Park de Seúl un pase previo para la prensa, al que asistieron los actores principales Ha Jung-woo, Kim Nam-gil, Yoo Da-in, Jung Man-sik, Im Sung-jae y el director Kim Jin-hwang. El 19 de febrero, ya con la película en las salas, la productora distribuyó imágenes tomadas durante el rodaje, con la preparación de algunas escenas.

## Estreno y recepción
Nocturnal se estrenó el 5 de febrero de 2025. Contrariamente a las expectativas, no fue un éxito de público, pues mantuvo el primer puesto en taquilla solo el día del estreno, con 42 562 espectadores, para ser sustituida después por Hitman 2. Ya el segundo día tuvo una audiencia de tan solo unos 22 000 espectadores. Según datos proporcionados por el Korean Film Council, al final logró vender apenas 197 701 entradas en 818 salas de cine, con una taquilla total de 1 254 981 dólares. Al 19 de marzo estaba por este concepto en la novena posición entre las películas surcoreanas estrenadas en el año. Tampoco las calificaciones de la audiencia fueron favorables: solo 5,71 puntos sobre 10 en Naver, y el 70 % en CGV Golden Egg (y un escasísimo 59 % el día del estreno), índice de aceptación elaborado con espectadores a la salida del cine.
Con sus poco más de 190 000 entradas vendidas, pasó rápidamente al circuito del cine en casa. Desde el día 12 de marzo la película estuvo disponible en su país en servicios de vídeo bajo demanda por cable.
A pesar de estos pobres resultados, tuvo una más que notable preventa para el extranjero, 158 países. El 6 de febrero se estrenó en Tailandia, el 27 en Singapur y Malasia, el 28 en Filipinas. Otros países donde estaba prevista su distribución eran Japón, Francia, España, Taiwán, Indonesia, Vietnam, India y Hong Kong.

### Crítica
Según algunos observadores, el fracaso del filme se debió en gran medida a un guion incoherente, fruto de grandes modificaciones que no se integran bien y le hacen perder sentido; esto es evidente en la presentación del personaje principal (que en un primer borrrador ni siquiera existía), en la relación interna entre la trama del filme y la de la novela que contiene, y en el personaje femenino, destinado en principio a protagonizar la historia y relegado al final a un papel intrascedente y poco incisivo.
Choi Jae-min (Maeil Broadcasting) señala sobre Nocturnal que, en comparación con lo habitual en otras de género policíaco, tiene más elementos de misterio, como la desaparición de la esposa o la novela que predice la muerte. Sin embargo, la trama tiene poca fuerza y la acción de los detectives es inocente y predecible. Como factor positivo, brillan las escenas de acción, rodadas cámara en mano.
Para Jeong Mo-sin (Sports Hankook), el mérito de la película no reside «en la estructura perfecta o la persuasión de la trama, sino en las vívidas descripciones de los personajes, las enérgicas secuencias de acción que nunca hemos visto antes, la sensación áspera y robusta de cine negro duro única del director Kim Jin-hwang, y las animadas actuaciones de actores que parecen haber vivido una vida infernal en algún lugar, incluidos Ha Jung-woo, Kim Nam-gil, Yoo Da-in, Jung Man-sik, Lim Seong-jae y Park Jong-hwan».
Jeong Su-jin (IZE) escribe que el comienzo es emocionante, pero «lo lamentable es que la atracción que creó la atmósfera de suspenso y misterio no dura mucho, y el desarrollo no es muy inteligente. La existencia de Ho-ryeong y sus movimientos ciertamente levantan serias sospechas, pero la cantidad de tiempo y narrativa que se le dedica es mínima». Se pregunta después por qué para un papel tan desdibujado por el proceso de reescritura del guion se ha elegido «a un actor del calibre de Kim Nam-gil». Otros personajes poco aprovechados son los de los detectives que siguen el caso. Critica además la falta de empatía de los personajes, y elogia en cambio las escenas de acción, en particular la escena de lucha en el puerto con tubos de hierro, una escena «irónica pero impresionante».